# Йоганн Фішарт
Йоганн Фішарт (нім. Fischart, відомий також під іменами Huldrich Elloposkleros, Ulrich Mannsehr von Treubach, Menzer, Reznem тощо; 1546, Страсбург — 1590, Форбак) — відомий німецький сатирик, представник гробіанізму. Народився у середині XVI століття, помер 1590 або 1591 року.

## Життя
Йоганн Фішарт вчився у латинській школі у Вормсі в свого дядька Каспара Шейдта, а по тому в Тюбінгенському університеті. 1556 року він вирушає у подорож Фландрією й відвідує Париж. 1570 року Фішарт знову працює вільним літератором у Страсбурзі, де його твори публікував місцевий видавець та його свояк Бернгард Йобін. 1574 року Фішарт отримав у Базелі ступінь доктора прав та обіймав різні посади; подорожами та читанням значно розширив своє знання світу й людей; пробував свої сили в усіх літературних жанрах, окрім драматургії. Маючи багаті знання в галузі класичної старовини, Йоганн Фішарт досконало вивчив також французьку та давньогерманську літератури. Разом з тим йому було прекрасно відоме життя XVI століття в усіх його проявах, тому його твори мають велике значення для історії культури. Виконуючи заповіт свого дядька та вчителя Каспара Шейда, Фішарт займався переважно народною поезією та намагався збагатити німецьку літературу комічними творами, багато перекладаючи з французької та Латини.

## Творчість
Йоганн Фішарт був затятим бійцем протестантизму та переконаним прибічником кальвінізму, але не був ворогом лютеранства, лише не схвалював лютеранської нетерпимості. Після Лютера був найсильнішим протестантським публіцистом. У своїх оригінальних памфлетах він не стільки виступає як прозаїк, скільки в ролі поета. Свої перші стріли Фішарт спрямував проти католиків та єзуїтів або, як він каже, «Jesuwider» (супротивники Христа), в сатирі «Опис чотирьох рогатих капелюхів» («Beschreibung des vierhornigen Hütleins», 1580; нове видання Лейпциг, 1845, 1879). Францисканців та домініканців він висміює в сатирі «Життя святих Домініка та Франциска» («St-Dominici und S. Francisci Leben», 1571). З голландської мови він переклав «Bienenkorb» (1579) — широку сатиру в кальвіністському дусі на католицтво та оснастив її додатками. Діяв на користь союзу Страсбурга з євангелістичними містами Швейцарії. 1576 року в «Кораблі щастя з Цюриху» («Das glückhaffe Schiff von Zürich», нове видання з передмовою Уланда, Тюбінген, 1828) він прославляє відому подорож цюрихців з пшеничною кашею, яку вони привезли ще теплою з Цюриху до Страсбурга (пор. Бехтольд, «Корабель щастя» («Das glückhafte Schiff»), Цюрих, 1880).

Захоплений прихильник церковної пісні, Фішарт складав псалми («Страсбурзькі гімни» («Strassburger Gesangbuch»), 1576, нове видання Берлін, 1849) та закликав співгромадян виховувати дітей в християнському дусі («Напучування християн з виховання дітей» («Ermahnung zur christlichen Kinderzucht»)).

В античній літературі він також черпав уроки життєвої мудрості. В Плутарха Фішарт запозичив своє «Philosophisch Ehezuchtbüchlein» (1578) й услід аз Горацієм оспівував принади сільського життя («Похвала Країні Хіті» («Lob des Landslusts»)). Фішарт оточує ореолом сім'ю та Вітчизну, малюючи картини сімейного щастя та оспівуючи постійність та вірність як відмінні риси германського народу («Заклик до німецького кохання» («Ermahnung an die lieben Teutschen»)). Свої найкращі сатири Фішарт запозичив у інших авторів. В гуманістичній літературі він знайшов іронічне похвальне слово подагрі, яке поклав у основу «Книга втіхи за подагри» («Podagrammisch Trostbüchlein», Страсбург, 1577), в у французькій літературі твори Рабле надали йому широкий матеріал для «Усіх Патрікових бабусь» («Aller Practick Grossmutter», 1572, за «Передбаченнями» («Prognostication») Рабле) — сатири, спрямованої проти календарних передбачень, для сатиричного книжного вказівника «Catalogus catalogorum perpetuo durabilis» (1590) й, нарешті, головної його праці — «Affentheurliche und ungeheurliche Geschichtschrift vom Leben, Thaten und Thaten der vor langen weilen vollenwolbeschreiten Helden und Herren Grandgusier, Gargantoa und Pantagruel» (1575; під зміненою назвою «Affentheurlich Naupengeheurliche Geschichtklitterung von Thaten und Rathen etc.», 1582; нове видання Галле, 1887).
Фішарт в своєму «Ґарґантюа» не стільки переклав першу книгу відомого роману Рабле, скільки розтягнув її; перебільшивши манеру Рабле, він послабив епічний інтерес, проте в значний ступінь підняв інтерес сатиричний. Залишаючись вірним духові епохи Реформації, Фішарт протиставляє «природне неприродному, здоровий глузд людський надмірному ідеалізмові, плебейську відвертість та простоту аристократично-романтичного баламуцтва». Особливо цікавими є ті місця сатири, в яких Фішарт нападає на недоліки сучасного йому суспільства та дає свободу своєму гострому розумові. Він винаходить велику кількість нових слів та зворотів, наводить велику кількість прислів'їв, цитат з народних пісень, анекдотів тощо. Розмаїття різноманітних натяків та зловживання риторичним насиченням надзвичайно ускладнюють читання книги Фішарта.

Загалом серед німецьких поетів XVI століття Фішарт обіймає високе місце. Твори його сповнені життєвістю; мова його однаково добре висловлює ніжне та сильне почуття, серйозне та веселе, благородне та просте. Мова Фішарта є дивовижно образною, вірш — живим; але йому не вистачає оригінальності в творчості, почуття міри та смаку. У Фішарта поєднались й разом з тим ворогують між собою істотні недоліки епохи, яка знайшла в ньому сильного виразника.

## Твори
- Barfüsser Secten und Kuttenstreit, 1570/71
- «Життя святих Домініка та Франциска» (St-Dominici und S. Francisci Leben), 1571
- «Похвала Країні Хіті» (Artliches Lob der Lauten), 1572
- Eulenspiegel Reimenweis, 1572
- «Усі Патрікові бабусі» (Aller Praktik Großmutter), 1572
- Ein Vorbereitung in den «Amadis», 1572
- Flöh-Haz, Weiber-Tratz, 1573
- «Заклик до німецького кохання» (Ernstliche Ermanung an die lieben Teutschen), 1573
- Thierbilder, 1574
- Ausspruch des Esels, vor 1575
- Affentheurlich Naupengeheurliche Geschichtklitterung, 1575/90
- Etlich Sonnet, 1575
- Biblische Historien, 1576
- «Страсбурзькі гімни» (Strassburger Gesangbuch), 1576
- Die Grille Krottestisch Mül, 1577
- «Кораблі щастя з Цюриху» (Das Glückhafft Schiff von Zürich), 1576/77
- Der Gorgonisch Meduse Kopf, 1577
- «Книга втіхи за подагри» (Podagrammisch Trostbüchlein), 1577
- «Philosophisch Ehezuchtbüchlein», 1578
- Binenkorb Des Heyl. Römischen Imenschwarms, 1579
- Das Jesuiterhütlein (Satire), 1580
- «Опис чотирьох рогатих капелюхів» (Beschreibung des vierhornigen Hütleins), 1580
- Vom Außgelaßnen Wütigen Teuffelsheer, 1581
- Ein Verweißliche Auffruckung der Verkehrten, Falschgelehrten und Gernbetrognen, 1584
- Ein auß Meyland uberschribener Bericht, 1589
- Uncalvinisch Gegen Badstüblein, 1589
- Catalogus catalogorum perpetuo durabilis, 1590
- «Напучування християн з виховання дітей» (Ermahnung zur christlichen Kinderzucht)